# 米西馬島

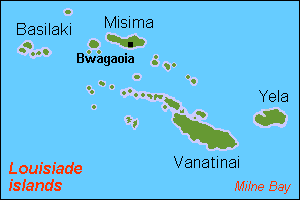

米西馬島是巴布亞新畿內亞的火山島，屬於路易西亞德群島的一部分，由米爾恩灣省負責管轄，長40公里、寬10公里，面積202.5平方公里，最高點海拔高度1,036米，人口約5,000。

## 外部連結
- Article of the mine from mining-technology.com（页面存档备份，存于）
- Mine Report （页面存档备份，存于）
- Misima Island News at MisimaIsland.com

10°40′S 152°45′E / 10.667°S 152.750°E